# Jean Tarride
Pour les articles homonymes, voir Tarride.
Jean Tarride, né le 15 mars 1901 à Paris 8e et mort le 5 juin 1980 à Neuilly-sur-Seine (Hauts-de-Seine), est un acteur et réalisateur français.

## Biographie
Jean Abel Robert Tarride est le fils de l'acteur et dramaturge Abel Tarride et de la comédienne Marthe Régnier, et le frère de Jacques Tarride, également comédien.
Après avoir débuté comme acteur, il met en scène trois courts métrages. À partir de 1930, il réalise une dizaine de films dont : L'Homme qui assassina avec Jean Angelo et Marie Bell (1930) ; Le Chien jaune d'après Georges Simenon, dans lequel son père Abel Tarride joue le rôle du commissaire Maigret (1932) ; Adémaï aviateur avec Noël-Noël et Fernandel (1933) ; Tovaritch (coréalisation) avec André Lefaur et Pierre Renoir (1935). Son dernier film, Le mort ne reçoit plus, sort en 1944.

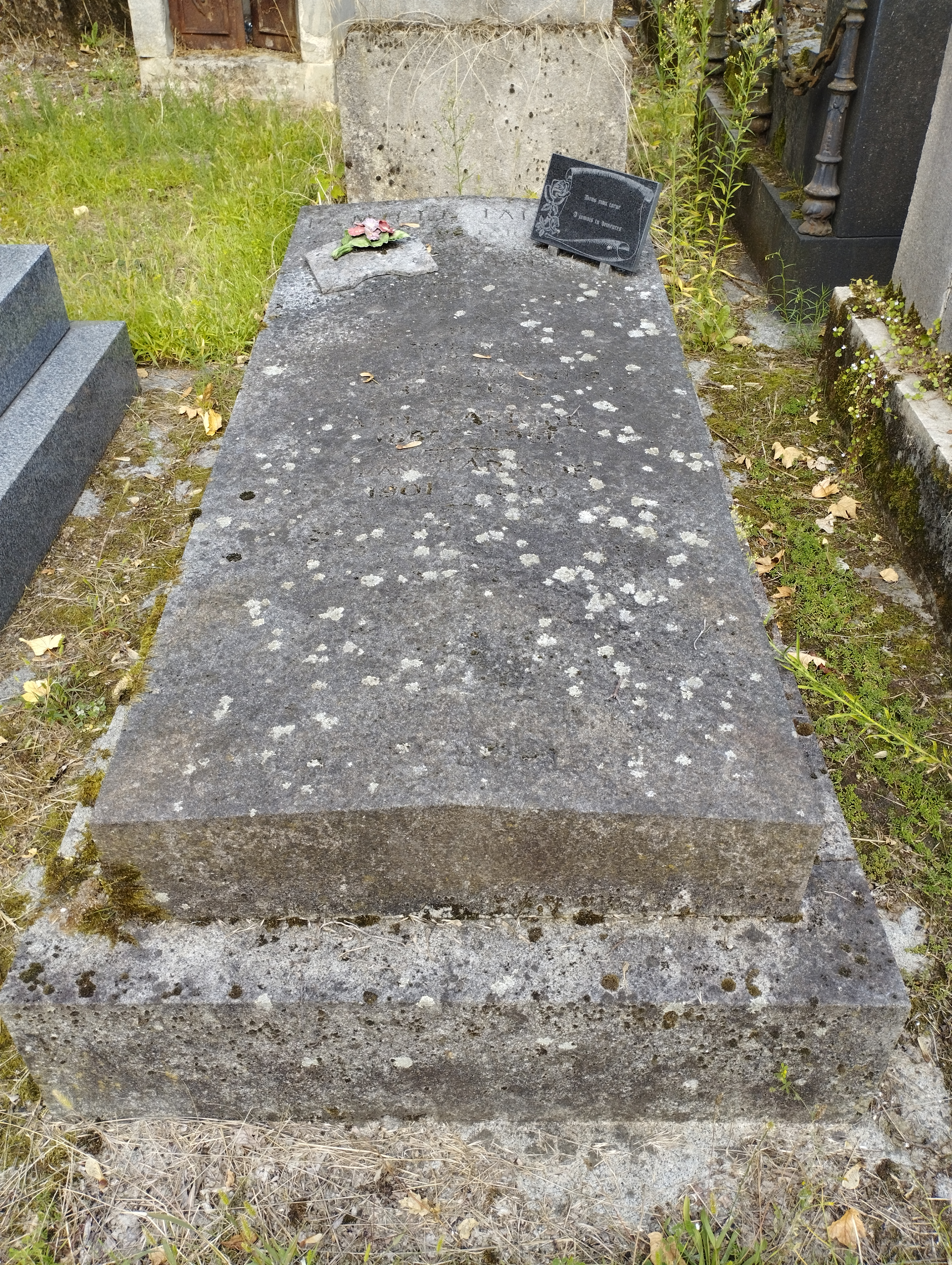
Tombe de Jean Tarride au cimetière du Père-Lachaise (division 91).

Il est inhumé au cimetière du Père-Lachaise (division 91).

## Filmographie

### Acteur
- 1921 : La Pocharde d'Henri Étiévant
- 1921 : La Belle Dame sans merci de Germaine Dulac : Hubert d'Amaury
- 1939 : Hercule : le dessinateur
- 1939 : La famille Duraton
- 1943 : Après l'orage de Pierre-Jean Ducis

### Réalisateur
- 1929 : La route est belle (assistant)
- 1930 : L'Homme qui assassina
- 1931 : Radio Follies
- 1931 : On opère sans douleur (court métrage)
- 1932 : Seul
- 1932 : Prisonnier de mon cœur
- 1932 : Le Chien jaune
- 1933 : Étienne
- 1933 : Adémaï aviateur
- 1934 : Le Voyage de monsieur Perrichon
- 1935 : Tovaritch
- 1937 : Records 37 (coréalisateur : Jacques B. Brunius)
- 1944 : Le mort ne reçoit plus